# Osbornellus dicellus
Osbornellus dicellus är en insektsart som beskrevs av Freytag 2008. Osbornellus dicellus ingår i släktet Osbornellus och familjen dvärgstritar. Inga underarter finns listade i Catalogue of Life.